# Falkenbergs kyrka
Falkenbergs kyrka eller Falkenbergs nya kyrka är en kyrkobyggnad belägen i centralorten i Falkenbergs kommun. Den tillhör Falkenbergs församling i Göteborgs stift och Svenska kyrkan.

## Kyrkobyggnaden
Dagens kyrka i nygotisk stil är ritad av Adrian C. Peterson och har granitfasader med utsmyckningar i betong. Den invigdes 14 oktober 1892 och ersatte då den äldre Sankt Laurentii kyrka som församlingskyrka. Det är en korskyrka, som består av långhus med ett femsidigt avslutat kor i öster och torn i väster. Korsarmar med stora rosettfönster sträcker sig ut åt norr och söder. Vid det nordöstra hörnet tillbyggdes 1955 en sakristia, men exteriören är i övrigt oförändrad sedan byggnadstiden. 
Det finns två sidoläktare och en orgelläktare. Interiören har genomgått betydande förändringar, i synnerhet vid en restaurering 1958. Den ursprungliga dekoren övermålades då i en ljus färgskala. Korets fem glasmålningar i rosettglasfönster ersattes med tonat antikglas i teakbågar. En ytterligare invändig renovering genomfördes på 2000-talet.
De ursprungliga fyra rosettfönstrens bemålade glas från Innsbruck med evangelistmotiv togs ned 1958, men monterades åter 1992-1993 i ett nybyggt församlingshem intill kyrkan.

## Inventarier
- En dopfunt av trä är från 1885 och en dopfunt av sten är från 1958. Den senare är skulpterad av konstnären Walter Bengtsson.
- Krucifixet av bok är från 1971 och gjort av konstnären Tore Heby
- Nischer med skulpturer av de fyra evangelisterna med symboler.

### Orgel
Orgeln byggdes ursprungligen 1892 av Salomon Molander och hade då sexton stämmor. År 1936 och 1958 om- och tillbyggdes den och hade därefter 27 stämmor. Ryggpositivet tillkom 1958. Efter en stor om- och tillbyggnad utförd 1983 av Hammarbergs Orgelbyggeri AB fick orgeln 39 stämmor och den försågs 2006 med 4000 datoriserade kombinationer. Den har tre manualer och pedal.

## Bilder

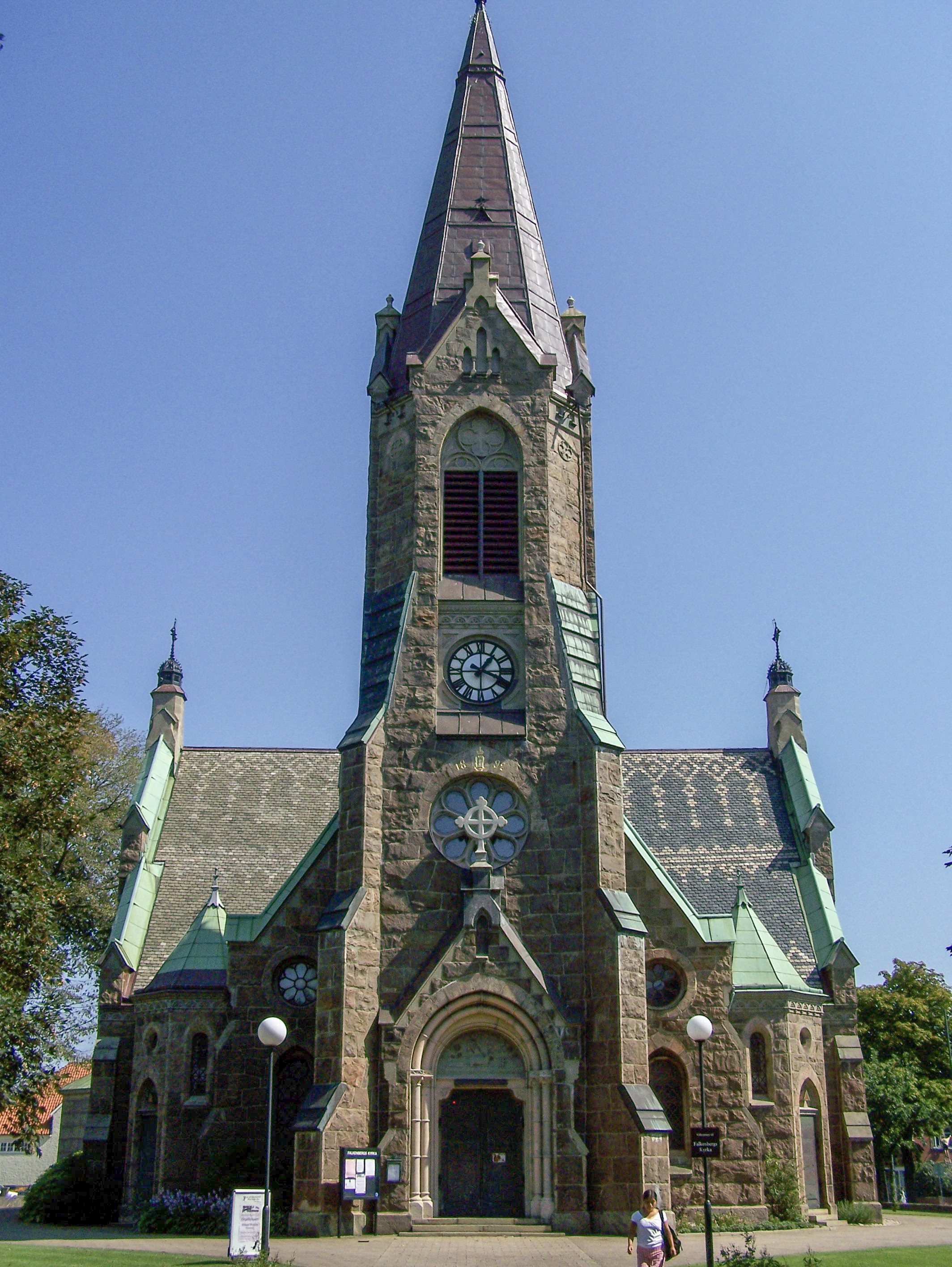
Kyrktornet/klocktornet.
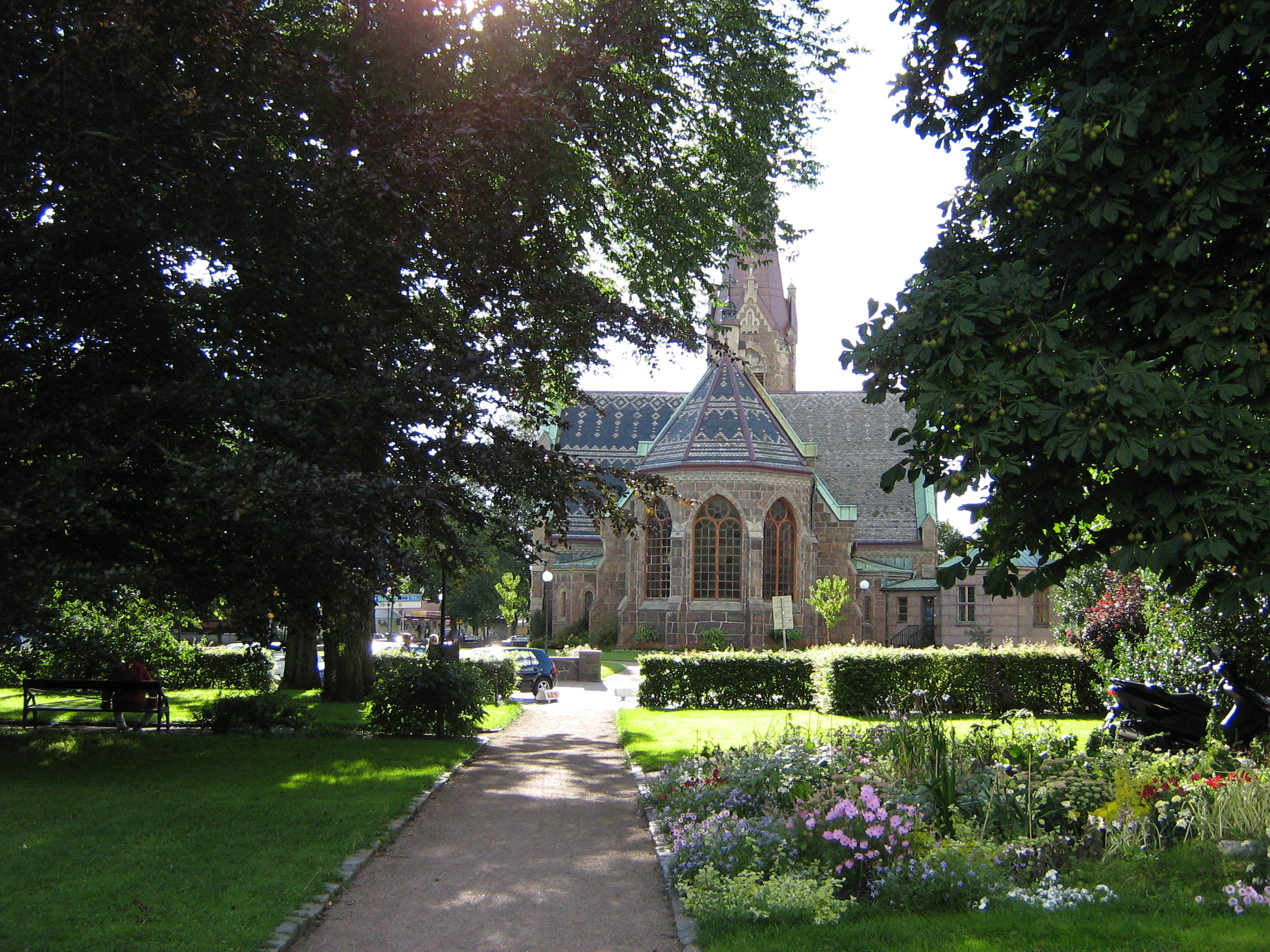
Exteriör från parken i öster.
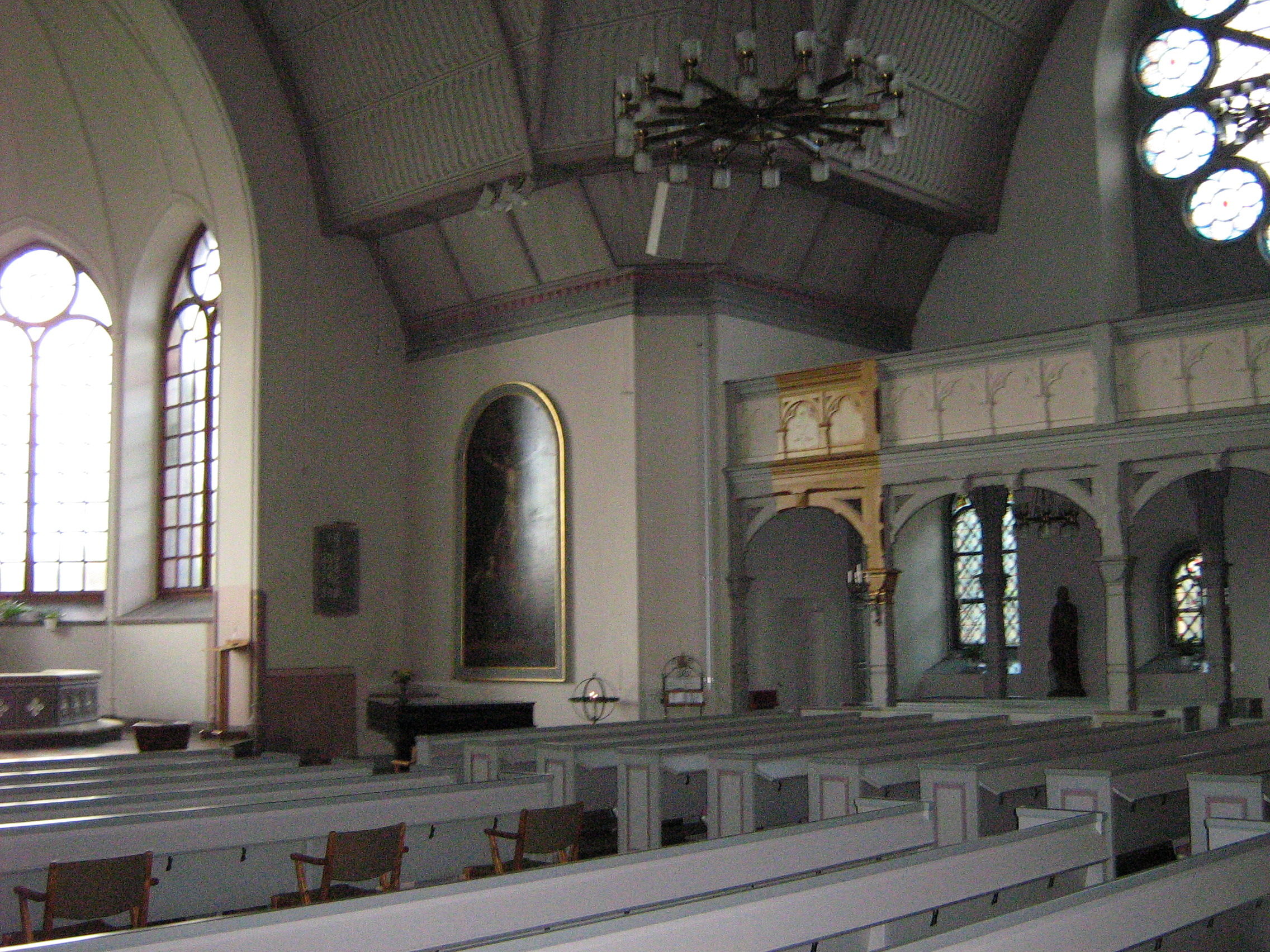
Interiör mot sydöst.
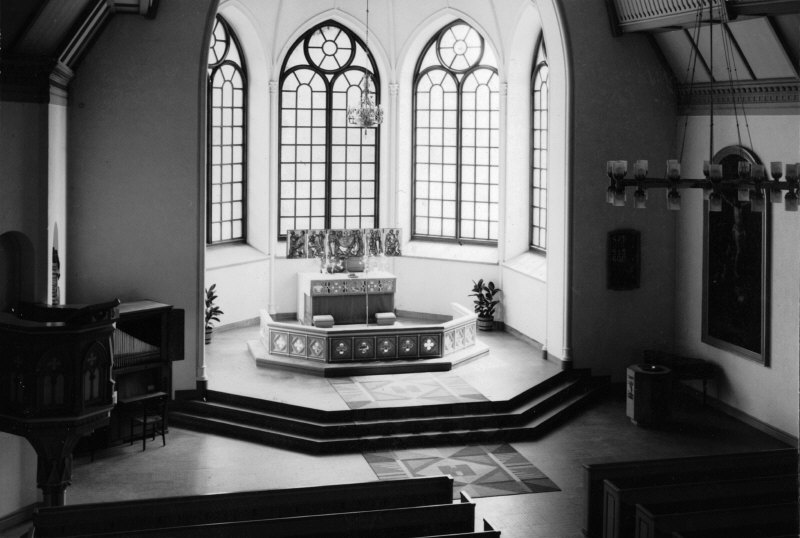
Koret.
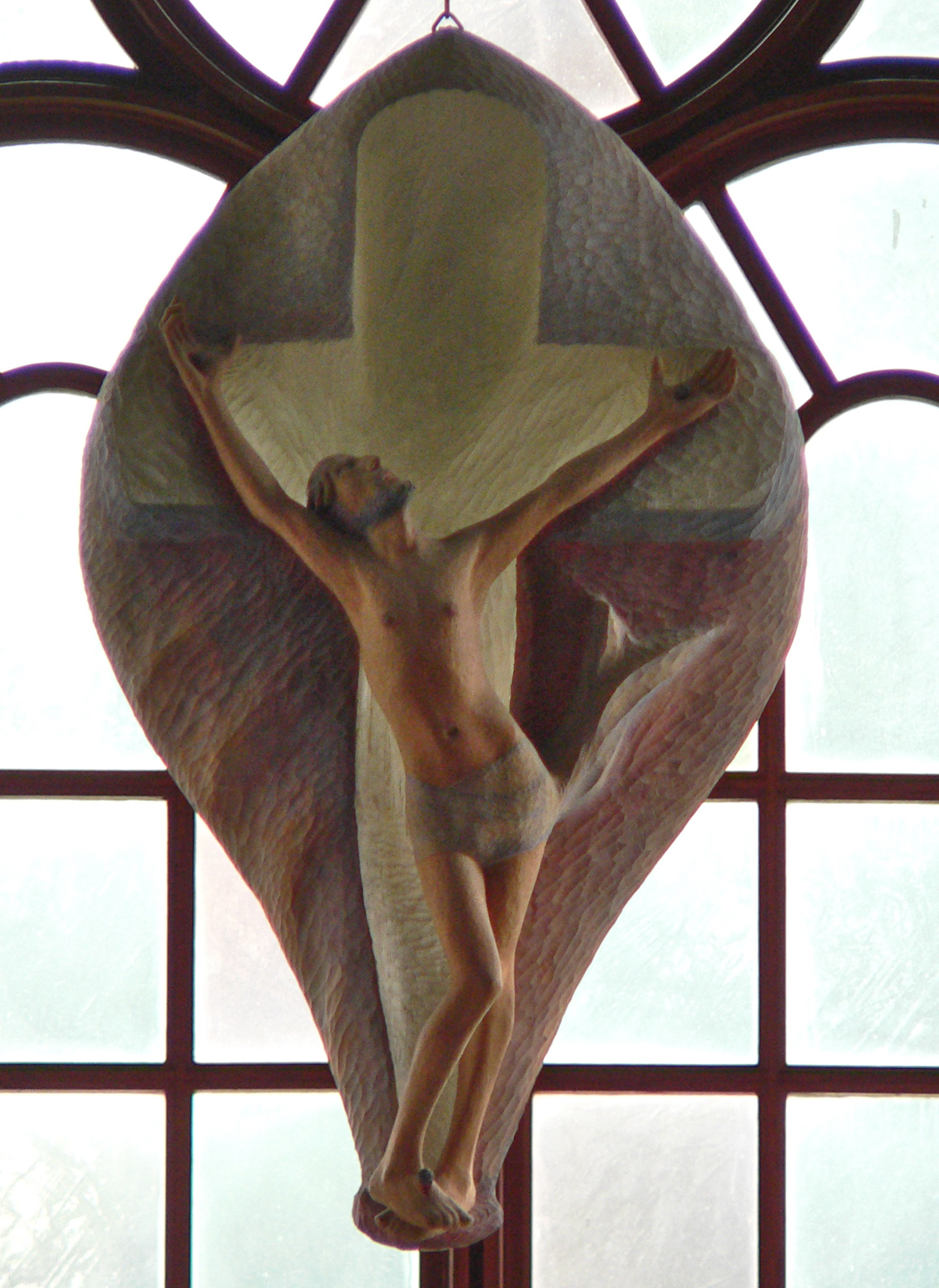
Krucifixet.